# Cerithidea djadjariensis
Cerithidea djadjariensis is een slakkensoort uit de familie van de Potamididae. De wetenschappelijke naam van de soort is voor het eerst geldig gepubliceerd in 1899 door K. Martin.